# Seznam španskih konkvistadorjev
Seznam španskih konkvistadorjev.

## A
- Francisco de Aguirre
- Diego de Almagro
- Pascual de Andagoya

## C
- Francisco de Carvajal
- Lope García de Castro
- Luis de la Cerda
- Hernán Cortés

## L
- Tristán de Luna y Arellano

## M
- Andrés Hurtado de Mendoza
- Antonio de Mendoza
- Lorenzo Suárez de Mendoza

## P
- Gastón de Peralta, marqués de Falces
- Francisco Pizarro

## Q
- Gonzalo Jiménez de Quesada

## S
- Melchor Bravo de Saravia

## T
- Francisco de Toledo

## V
- Pedro de Valdivia
- Luis de Velasco
- Francisco de Villagra
- Pedro de Villagra

## Z
- Diego López de Zúñiga y Velasco